# Cattedrale di Porvoo
La cattedrale di Porvoo (in finlandese: Porvoon tuomiokirkko) è la cattedrale luterana evangelica di Porvoo, in Finlandia, ed è la sede della Diocesi di Borgå.

## Storia
La cattedrale è stata costruita principalmente durante il XV secolo. Le parti più antiche risalgono al XIII secolo. La chiesa fu dedicata a Santa Maria e con la ricostruzione nel 1414-1418 assunse l'attuale aspetto gotico. La chiesa è stata bruciata e distrutta più volte: nel 1508 da pirati danesi, nel 1571, 1590 e 1708 da parte delle truppe russe.
La prima Dieta di Finlandia (la Dieta di Porvoo) si è svolta nella cattedrale dal 25 marzo al 19 luglio 1809, a seguito dell'occupazione totale da parte delle truppe russe alla fine della guerra di Finlandia.
Il 29 maggio 2006 la chiesa è stata gravemente danneggiata da un incendio doloso. L'esterno del tetto è crollato, ma l'interno della cattedrale è stato risparmiato. La cattedrale è stata ripristinata e riaperta al pubblico il 30 novembre 2008, prima domenica di Avvento.

## Galleria d'immagini

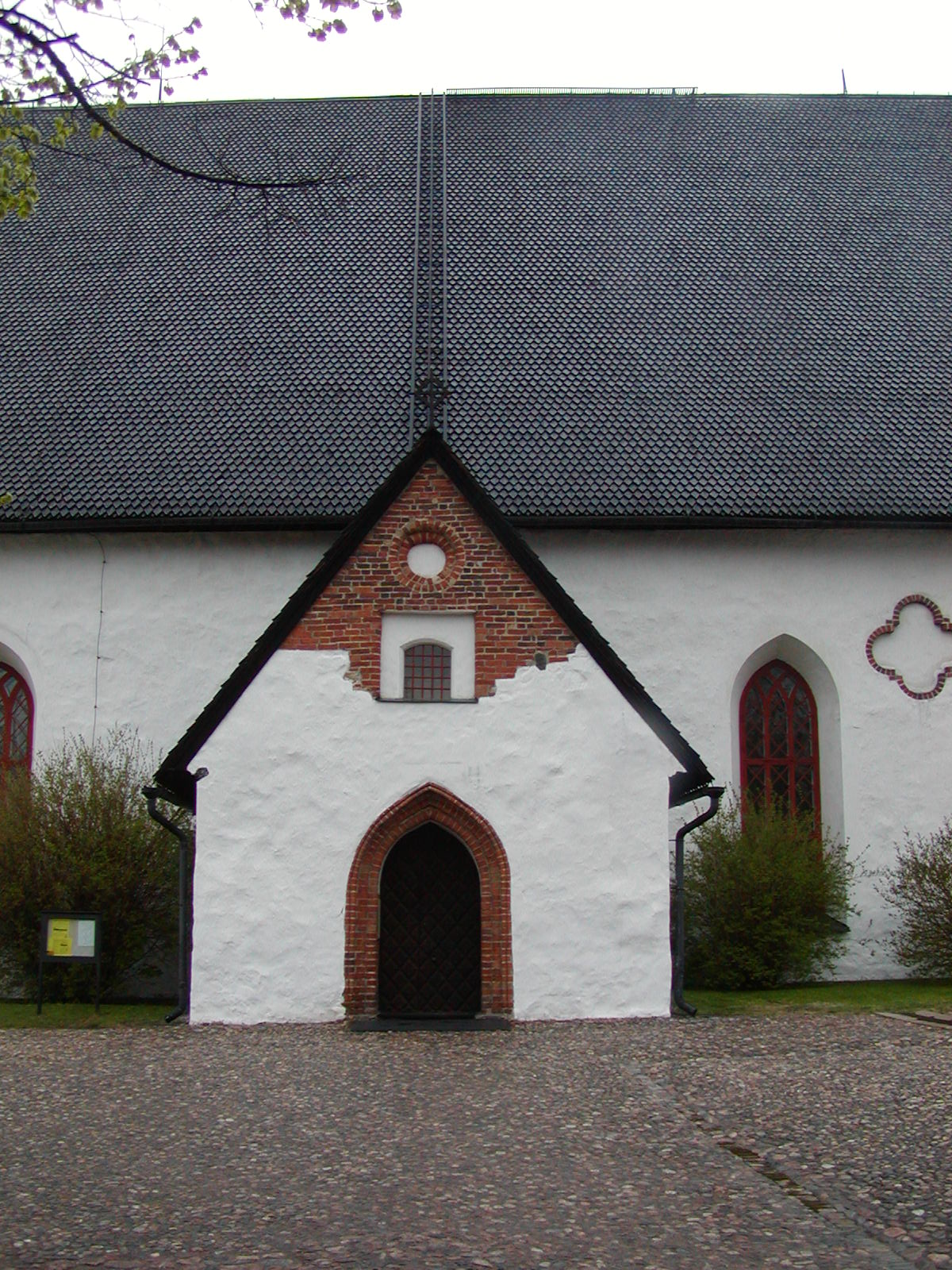
Cattedrale nel maggio 2006
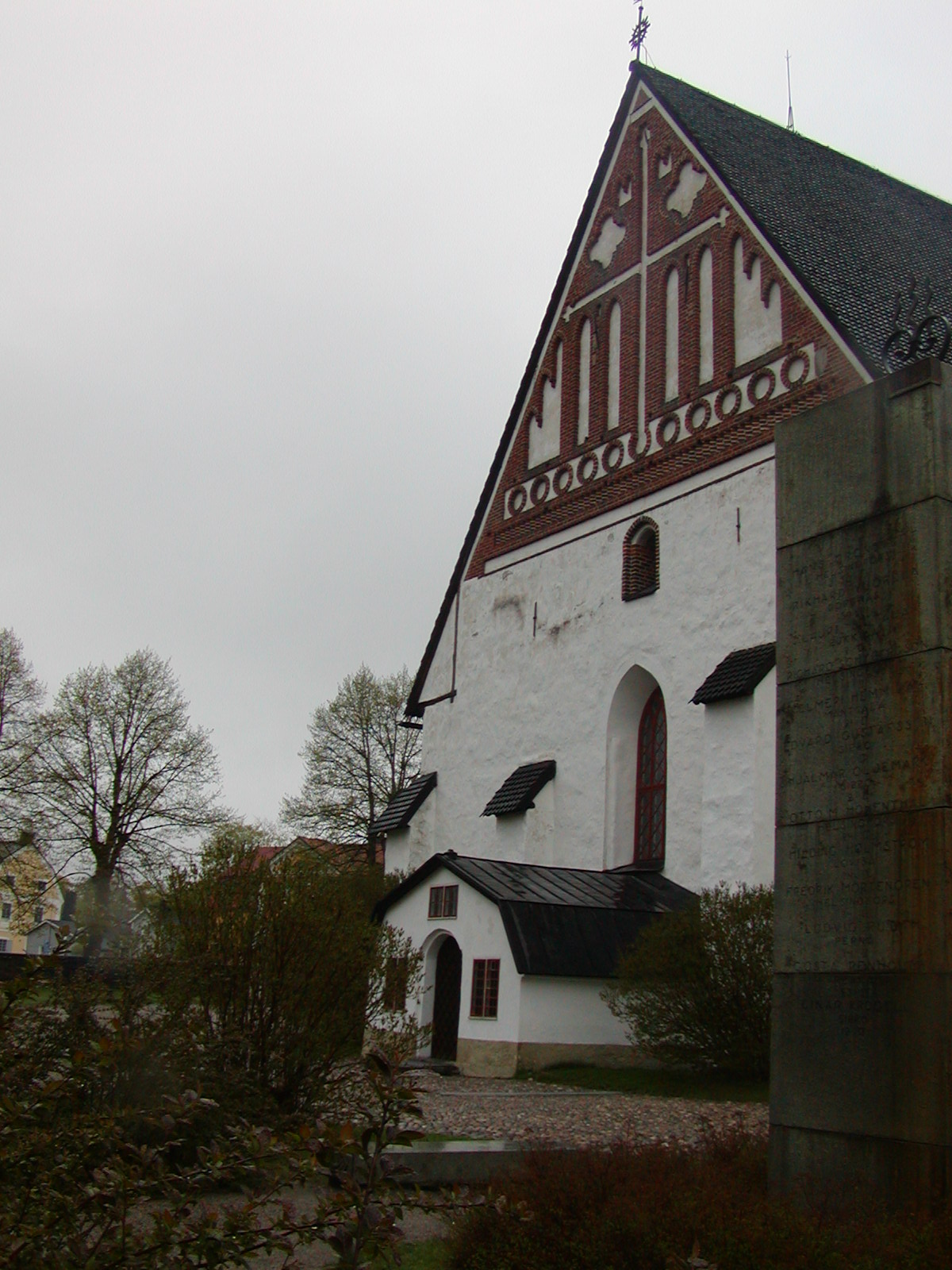
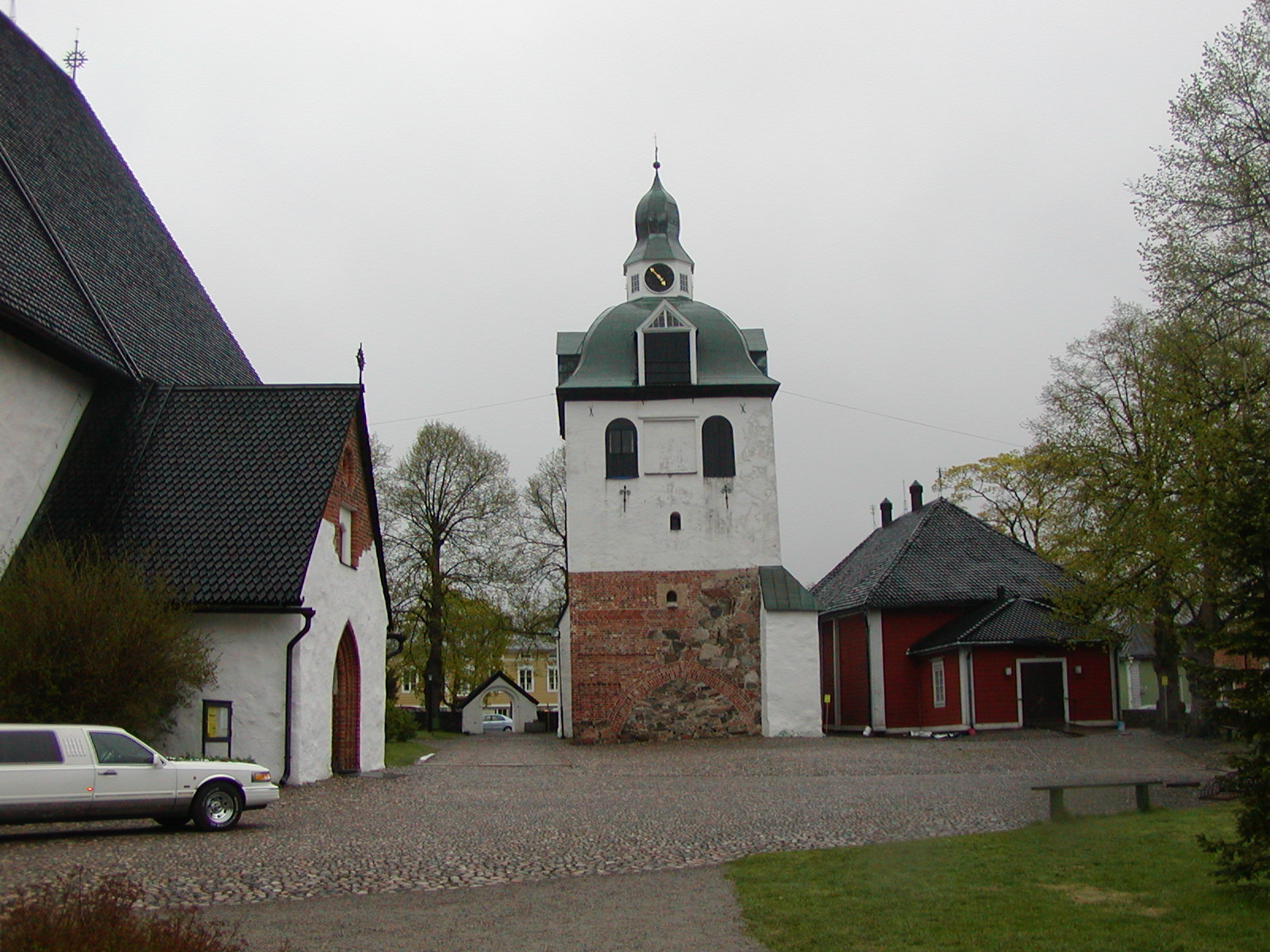
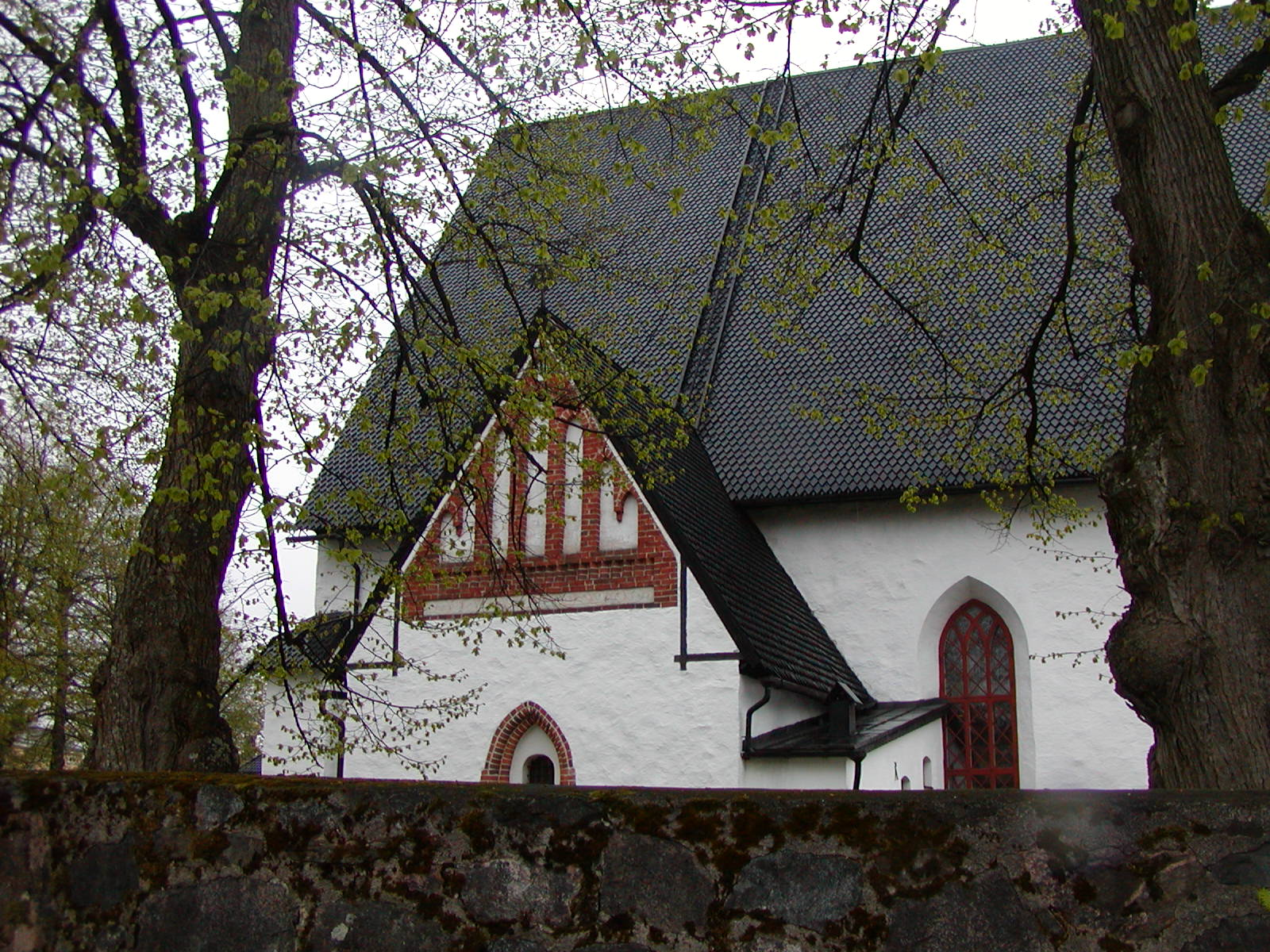
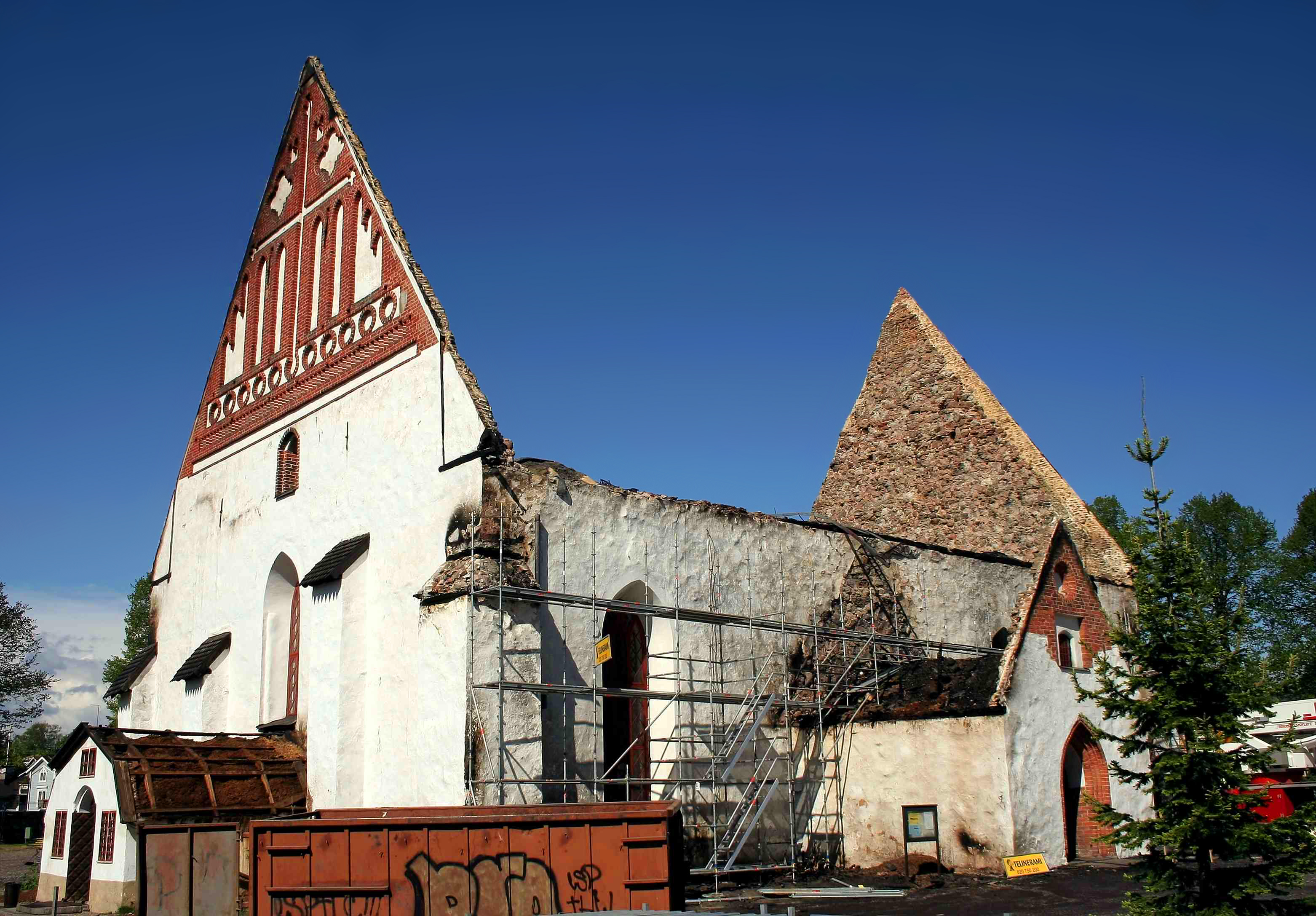
La Cattedrale dopo l'incendio
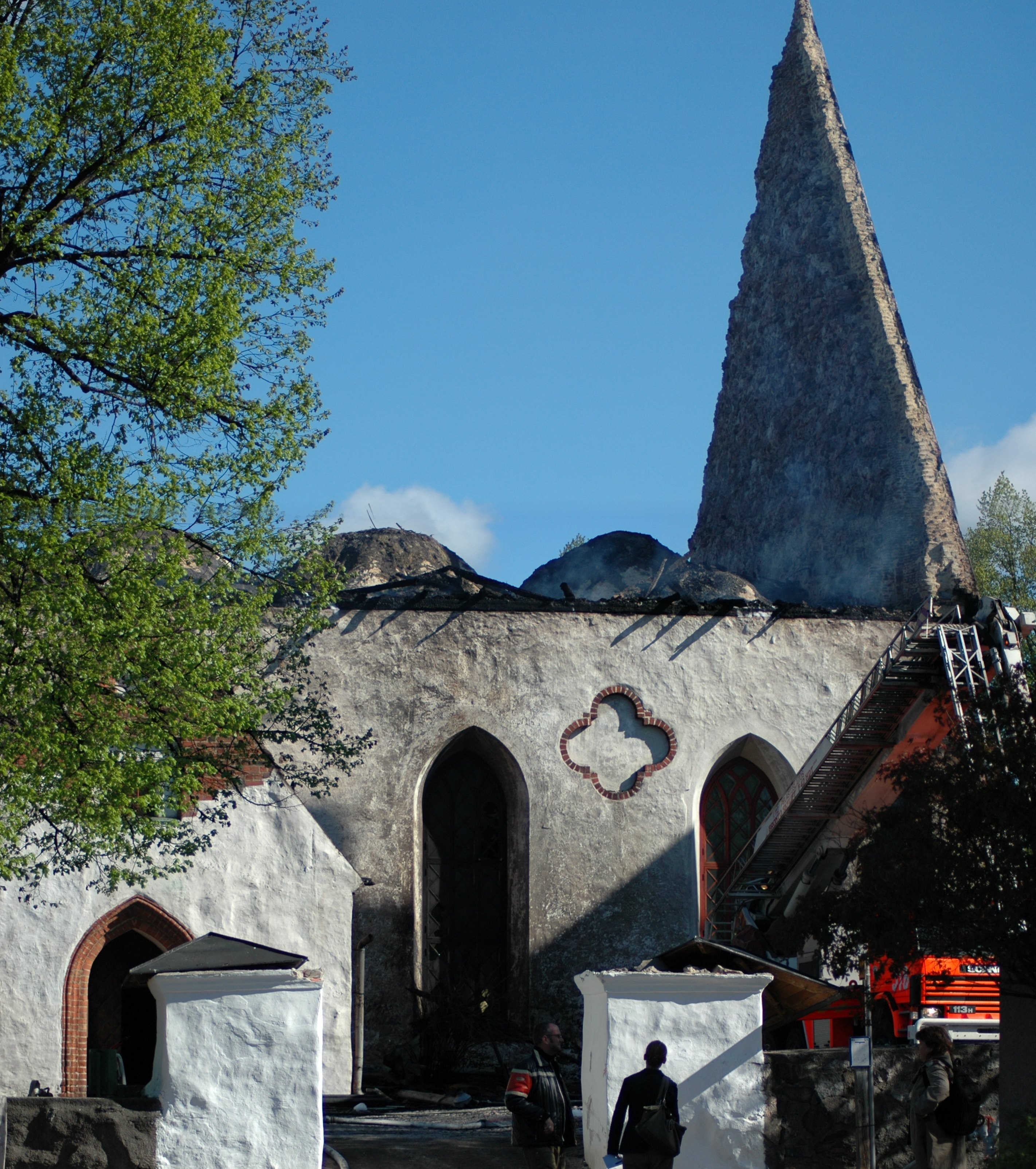
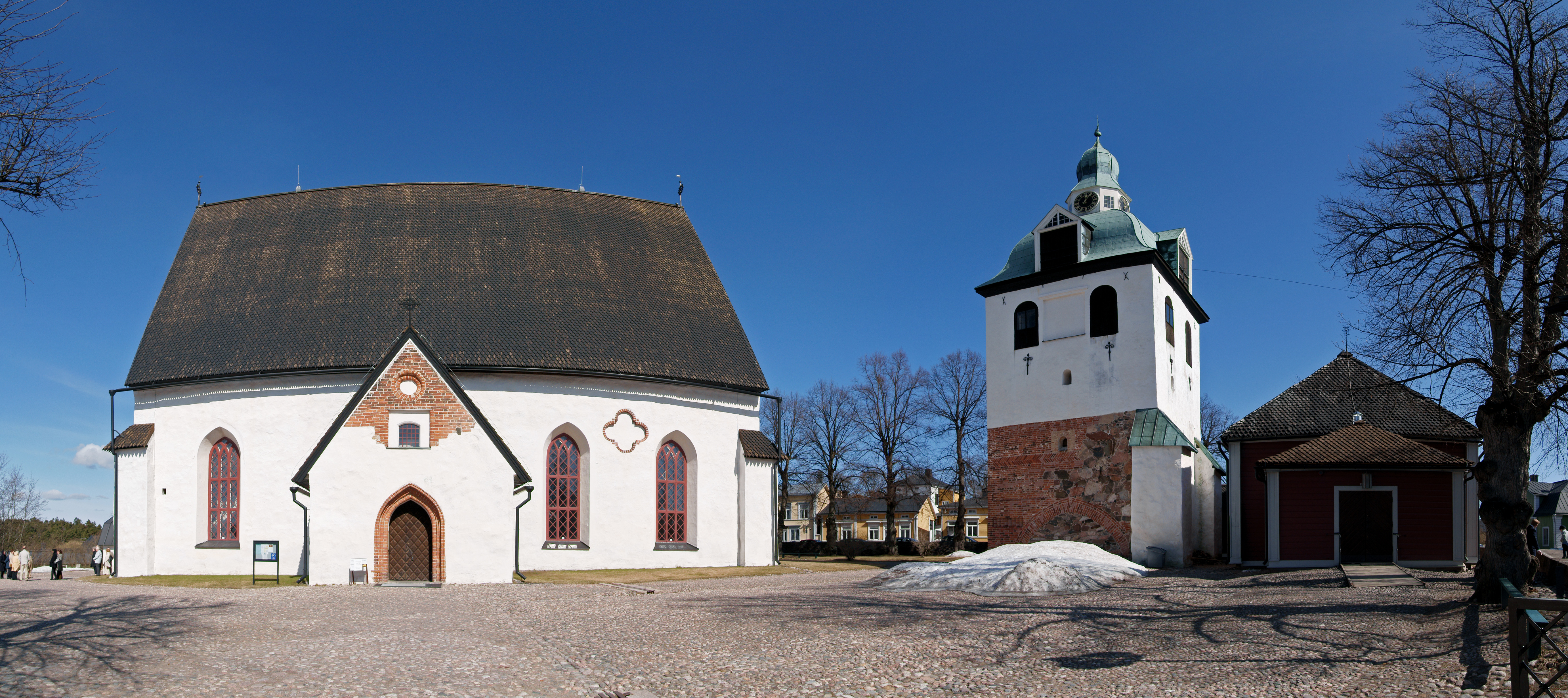
La Cattedrale restaurata